# Mr. Moto und der Dschungelprinz
Mr. Moto und der Dschungelprinz (Originaltitel: Mr. Moto Takes a Chance) ist ein US-amerikanischer Kriminalfilm aus dem Jahr 1938 von Norman Foster innerhalb der achtteiligen Reihe über den von Peter Lorre dargestellten japanischen Detektiv Mr. Kentaro Moto. Die Filme basieren alle auf den Mr.-Moto-Erzählungen von John Phillips Marquand.

## Handlung
Während eines Flugs um die Welt lässt Victoria Mason ihr Flugzeug über Französisch-Indochina abstürzen; Mr. Moto, der sich als Archäologe ausgibt, erkennt den Täuschungsversuch schnell. Auch zwei amerikanische Filmenthusiasten sehen den Absturz und wittern die Chance auf verkäufliches Filmmaterial.
Vom Absturzort wird Victoria zum Raja Ali gebracht, der sich gerne mit ihr – gegen den Rat des traditionell orientierten Priesters Boko – vor der Kamera der Amerikaner präsentiert. Während der Aufnahmen bricht die Lieblingsfrau des Raja tot zusammen; Boko beschuldigt die Filmaufnahmen und will das Filmteam dem Gott Shiva opfern.
Doch während des primitiven Rituals zum „Schuldbeweis“ der Amerikaner taucht ein alter Guru aus dem Tempel Shivas auf. Er zeigt erstaunliche Fähigkeiten und bewirkt, dass die Amerikaner freigelassen werden. Dennoch gewinnt er Bokos Vertrauen.
Bald stellt sich heraus, dass Moto einer Verschwörung zum bewaffneten Widerstand gegen die französische Kolonialmacht auf der Spur ist; Anführer dieser Bewegung ist Bokor, der auch die Frau des Raja ermorden ließ.
Doch auch der von Bokor getäuschte Raja ist nicht so einfältig, wie man in seinem Umfeld glaubt. Er hat die Brieftauben, mit denen Moto seine Zentrale informieren wollte, abgeschossen, und ist entsprechend bestens informiert. Nachdem er seine Absicht erklärt hat, Victoria anstelle seiner toten Lieblingsfrau in seinen Harem aufzunehmen, kommt es zur Konfrontation aller Parteien im Shiva-Tempel, dessen Keller als Waffenlager der Rebellen dient. Dabei wird der alte Guru als Mr. Moto und Victoria als britische Agentin entlarvt. Schließlich gelingt es Mr. Moto, das Waffenlager mit dem Raja und Bokor in die Luft zu jagen.

## Trivia
Der Film wurde als zweiter Film der Moto-Reihe gedreht, kam aber erst als vierter in die Kinos.